# Spor Toto Spor Kulübü
O Spor Toto Spor Kulübü é um time turco de voleibol masculino da cidade de Ancara. Atualmente disputa o clube a Türkiye Erkekler Voleybol Ligi, a primeira divisão do Campeonato Turco.

## História
Fundado em 1981, objetivava o desenvolvimento do futebol, basquetebol, luta livre, tênis de mesa e voleibol, mais adiante continuou apenas com o voleibol, com elenco jovem obteve muitos êxitos nacionais e no continente, além de formar novos valores nas categorias de base.

## Títulos e resultados
Copa da Turquia
- Campeão: 2020–21
- Vice-campeão: 2017–18[1]

Supercopa Turca
- Vice-campeão: 2018[1]

Balkan Volleyball Association Cup
- Campeão: 2014[1]